# الثورة الزراعية العربية

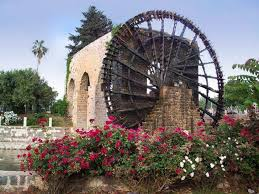
ناعورة في مدينة حماة السورية

الثورة الزراعية العربية (المعروفة أيضًا باسم الثورة الخضراء في القروسطية، والثورة الزراعية الإسلامية والثورة الخضراء الإسلامية) هو مصطلح ابتدعه المؤرخ أندرو واطسون في بحثه لعام 1974 حول التحول الجذري في الـزراعة بين القرنين الثامن والثالث عشر في بلاد المسلمين. كان هذا امتدادًا لفرضية سابقة حول الثورة الزراعية في إسبانيا الإسلامية تم اقتراحها قبل ذلك بكثير في عام 1876 من قبل المؤرخ الإسباني أنطونيا غارسيا ماسيرا.
يقول واتسون أن الاقتصاد الذي أقامه التجار العرب وغيرهم من التجار المسلمين في جميع أنحاء العالم القديم مكّن من انتشار العديد من المحاصيل والتقنيات الزراعية بين أجزاء مختلفة من العالم الإسلامي، وكذلك تكيف المحاصيل والتقنيات من وإلى المناطق الموجودة خارج العالم الإسلامي. وتم توزيع محاصيل من إفريقيا مثل سورغم ومحاصيل من الصين مثل الـحمضيات والعديد من المحاصيل من الهند مثل الـمانجو والأرز والقطن وقصب السكر، في جميع أنحاء الأراضي الإسلامية، والتي لم تكن تزرع هذه المحاصيل من قبل، وفقًا لواتسون. كما أورد واتسون ثمانية عشر محصولاً من هذه المحاصيل التي تم نشرها خلال الفترة الإسلامية. ويقول واتسون أن هذه المقدمات مع زيادة الـميكنة الزراعية، أدى إلى تغييرات كبيرة في الاقتصاد والتوزيع السكاني والغطاء النباتي والإنتاج الزراعي والدخل ومستويات السكان والتمدد الحضري وتوزيع القوة العاملة والصناعات المرتبطة والطبخ والنظام الغذائي والملابس في العالم الإسلامي.
وبغض النظر عن التعليقات المعاصر الهامة عن فرضية واتسون، تتحدى دراسة حديثة أجراها مايكل ديكر (2009) فكرة الثورة الإسلامية. فبالاعتماد على الأدلة الأدبية والأثرية، يبين ديكر أنه على عكس فرضية واتسون الرئيسية، كان انتشار الزراعة على نطاق واسع واستهلاك المواد الغذائية الأساسية مثل القمح الصلب والأرز الآسيوي[ ؟ ] والسورغم والقطن أمرًا شائعًا بالفعل في عهد الإمبراطورية الرومانية والإمبراطورية الساسانية، قبل قرون عديدة من الفترة الإسلامية. وفي الوقت نفسه، يقول أن دورها الفعلي في الزراعة الإسلامية تمت المبالغة فيه، ويخلص ديكر إلى أن الممارسات الزراعية للمزارعين المسلمين لم تختلف جوهريًا عن تلك الخاصة بعصور ما قبل الإسلام، ولكنها تطورت من الخبرة الهيدروليكية و«سلة» النباتات الزراعية الموروثة عن أسلافهم الرومان والفرس.
كما يشير ديكر إلى الحالة المتطورة لأساليب الري القديمة التي «ترد على أجزاء كبيرة من فرضية واتسون.» وهذا يوضح بشكل أساسي أن جميع الأجهزة الزراعية الهامة، وتشمل الطواحين المائية الهامة (انظر قائمة بالطواحين المائية القديمة) وأيضًا النواعير والشادوف ونواعير حماة والساقية[ ؟ ] والطنبور وأنواعًا[ ؟ ] مختلفة من مضخات المياه، كانت معروفة على نطاق واسع ويتم استخدامها من قبل المزارعين اليونانيين والرومان قبل فترة طويلة من الفتوحات الإسلامية.
وقد جادل أشتور أن الإنتاج الزراعي، خلافًا لفرضية واتسون، انخفض في مناطق كانت تحت الحكم الإسلامي في العصور الوسطى، بما فيها مناطق في العراق (بلاد ما بين النهرين) ومصر، وذلك بناء على سجلات الضرائب المحصلة على المساحات المزروعة.

## علم الزراعة الإسلامي في العصور الوسطى
يُعد كتاب الفلاحة النبطية لابن وحشية أول كتاب عربي عن علم الزراعة يصل إلى الأندلس، في القرن العاشر، من العراق؛ تبعته نصوص مكتوبة في الأندلس، مثل مختصر كتاب الفلاحة للزهراوي (أبو القاسم أو Abulcasis) من قرطبة في نحو 1000م.
وصف ابن بصال من طليطلة، أحد خبراء الزراعة في القرن الحادي عشر، 177 نوعًا في كتابه ديوان الفلاحة. سافر ابن بصال كثيرًا في جميع أنحاء العالم الإسلامي، عائدًا مع معرفة مفصلة بالزراعة. يقدم كتابه العملي والمنهجي وصفًا تفصيليًا للنباتات المفيدة بما فيها الخضار الورقية والجذرية، والأعشاب، والتوابل والأشجار، ويشرح كيفية إكثارها والعناية بها.
وصف أبو الخير الإشبيلي من إشبيلية، أحد خبراء الزراعة في القرن الثاني عشر، بالتفصيل في كتاب الفلاحة (أطروحة عن الزراعة) كيفية زراعة أشجار الزيتون وتطعيمها (مع سرد لتجاربه الخاصة) وعلاجها من الأمراض، وقطفها، وقدم تفاصيل مماثلة للمحاصيل مثل القطن.
وصف خبراء الزراعة المسلمون في العصور الوسطى، بمن فيهم ابن بصال وأبو الخير، التقنيات الزراعية والبستانية بما في ذلك كيفية إكثار أشجار الزيتون ونخيل التمر، وتدوير محاصيل الكتان مع القمح أو الشعير، والزراعة المترافقة للعنب والزيتون. توضح هذه الكتب أهمية الزراعة بصفتها ممارسة تقليدية وعلمًا أكاديميًا. يوجد أدلة في الأندلس على أن تقاويم علم الزراعة وأدلته ساعدت على تحفيز التغيير، ما دفع العلماء إلى البحث عن أنواع جديدة من الخضروات والفواكه، وإجراء تجارب في علم النبات؛ ساعدت هذه بدورها على تحسين الممارسة الفعلية في الزراعة في المنطقة. ففي عهد بني عباد في القرن الحادي عشر في إشبيلية، اهتم السلطان شخصيًا بإنتاج الفاكهة، واكتشف من أحد الفلاحين الطريقة التي استخدمها لزراعة بعض أنواع البطيخ الكبير للغاية، عبر قرط جميع البراعم باستثناء عشرة براعم، واستخدام الدعائم الخشبية لفرع السيقان عن الأرض.

## تربية الحيوانات الإسلامية في العصور الوسطى
توضح الأدلة الأثرية عند قياس العظام زيادة حجم الأغنام في جنوب البرتغال خلال الفترة الإسلامية، بينما زادت الماشية عندما أصبحت المنطقة مسيحية بعد استعادتها. يفترض عالم الآثار سايمون ديفيس أن التغير في الحجم يدل على التحسن في تربية الحيوانات، وحسب رأيهن يُفسَر اختيار الأغنام بسهولة بسبب حب المسلمين للحم الضأن.

## الري الإسلامي في العصور الوسطى
تطورت الزراعة المروية في هذه الفترة بسبب الاستخدام المتزايد للطاقة الحيوانية والطاقة المائية وطاقة الرياح. استخدمت المضخة العاملة بطاقة الرياح لضخ المياه منذ القرن التاسع على الأقل في ما يعرف الآن بأفغانستان وإيران وباكستان.
تميزت الفترة الإسلامية في منخفض الفيوم في مصر الوسطى، مثل إسبانيا الإسلامية في القرون الوسطى (الأندلس)، بأنظمة الري واسعة النطاق للغاية، مع تحكم القبائل المحلية بالإمداد، عبر قنوات التغذية بالجاذبية، وإدارة المياه. وفي الفترة الإسلامية في الأندلس، التي كانت أجزاؤها الريفية قبلية بنفس القدر، وسعّت شبكة قناة الري بشكل كبير. وعلى نحو مماثل، أُنشئت قرى جديدة في الفيوم في تلك الفترة، وطورت بساتين جديدة تعتمد على المياه ومزارع للسكر.
يرجح أن الساقية أو عجلة الري التي تعمل بقوة الحيوان أُدخلت إلى أسبانيا الإسلامية في أوائل العصور الأموية (في القرن السابع). وصف الاختصاصيون الزراعيون الهسبان العرب في القرنين الحادي عشر والثاني عشر التحسينات التي أدخلت عليها. ومن هناك، انتشر الري بالساقية أكثر في أنحاء إسبانيا والمغرب. وادعى مراقب للقرن الثالث عشر أن هناك «5000» عجلة مائية على طول الوادي الكبير في إسبانيا الإسلامية، مع السماح للزيادة في العصور الوسطى، ومن المؤكد أن أنظمة الري كانت واسعة النطاق في المنطقة آنذاك. كانت إمدادات المياه كافية للمدن وكذلك الزراعة: أُصلحت شبكة القنوات الرومانية ووسعت في مدينة قرطبة في العصر الأموي.

## ثورة في الزراعة
زعم المؤرخ أنطونيا غارسيا ماسيرا عام 1876 أن الرومان ثم القوط الذين استزرعوا في إسبانيا لم يبذلوا سوى القليل من الجهد لتحسين محاصيلهم أو لاستيراد أنواع من مناطق أخرى، حدثت تحت حكم «العرب» «ثورة» زراعية في الأندلس نتجت عن «تنفيذ المعرفة التي اكتسبوها بفضل المراقبة في أثناء ترحالهم، وكانت النتيجة مستوطنة زراعية واسعة النطاق».
نشر المؤرخ أندرو واتسون في عام 1974 بحثًا يقترح تمديدًا لفرضية غارسيا ماسيرا للثورة الزراعية في الأندلس. زعم واتسون أن الاقتصاد الذي أنشأه العرب وغيرهم من التجار المسلمين في مختلف أنحاء العالم القديم مكّن انتشار العديد من المحاصيل والتقنيات الزراعية في مختلف أنحاء العالم الإسلامي، بالإضافة إلى تكييف المحاصيل والتقنيات من المناطق الخارجية وإليها. وزعت المحاصيل من أفريقيا، مثل السورغوم، والصين، مثل الحمضيات، ومن الهند، مثل المانجو والأرز والقطن وقصب السكر، في جميع أنحاء الأراضي الإسلامية التي اعتقد أنها لم تزرع هذه النباتات من قبل. وذكر ثمانية عشر نوعًا من هذه المحاصيل. اقترح واتسون أن هذه المقدمات -إلى جانب زيادة مكننة الزراعة والري- أدت إلى تغييرات كبيرة في الاقتصاد، وتوزع السكان، والغطاء النباتي، والإنتاج والدخل الزراعي، وعدد السكان، والنمو الحضري، وتوزيع القوى العاملة، والصناعات المرتبطة بالزراعة، والطبخ، والنظام الغذائي والملابس في العالم الإسلامي. 
كتب المؤرخ العلمي هاورد ر. تيرنر عام 1997 أن الدراسة الإسلامية للتربة، والمناخ، والمواسم والبيئة «شجعت نشوء بستنة وزراعة متقدمتين بشكل ملحوظ. وساعدت المعرفة الناتجة عن ذلك، التي نُقلت إلى أوروبا بعد القرن الحادي عشر، في تحسين تقنيات الزراعة، وتوسيع تنوع المحاصيل، وزيادة الغلات في الأراضي الزراعية في القارة. بالإضافة إلى ذلك، أُدخلت مجموعة هائلة متنوعة من المحاصيل إلى الغرب من الأراضي الإسلامية أو عبرها».
ذكر جيمس ماكليلان الثالث وهارولد دورن في عام 2006 في كتابهما العلم والتكنولوجيا في تاريخ العالم أن الإسلام اعتمد على مزارعيه بقدر ما اعتمد على جنوده، وأن المزارعين ساعدوا في خلق «حضارة علمية»: «فيما بلغ الثورة الزراعية، كيّفوا محاصيل غذائية جديدة وأكثر تنوعًا في النظام البيئي للبحر الأبيض المتوسط: الأرز وقصب السكر والقطن والبطيخ والحمضيات وغيرها من المنتجات. بفضل نظم الري المعززة والموسعة، مددت الزراعة الإسلامية موسم النمو وزيادة الإنتاجية». وذكروا أيضًا أن أهمية هذه الجهود أشارت إليها «سلسلة متواصلة» من الكتب المتعلقة بالزراعة والري، وهناك مؤشر آخر قدمته الكتب العديدة عن حيوانات معينة ذات أهمية للزراعة الإسلامية وللحكومة، بما في ذلك الخيول والنحل. عزوا النمو السكاني والتحضر والتدرج الاجتماعي والمركزية السياسة والمنح التي سيطرت عليها الدولة إلى تحسين الإنتاجية الزراعية.
بحلول عام 2008، استطاع عالم الآثار سيمون ديفيز أن يكتب دون تحفظ «ازدهرت الزراعة في شبه الجزيرة الإيبيرية: قدم المسلمون تقنيات ري جديدة ونباتات جديدة مثل قصب السكر والأرز والقطن والسبانخ والرمان وأشجار الحمضيات، على سبيل المثال لا الحصر... أصبحت إشبيلية بمثابة مكة للخبراء الزراعين، كانت مناطقها النائية، الشرف  Aljarafe، مختبرهم». 
في عام 2011، كتبت المستعربة بولينا ب. لويكا أن الثورة الزراعية العربية في مصر في العصور الوسطى تبعتها «ثورة تجارية» إذ جعل الفاطميون (الذين حكموا 909-1171) مصر مركزًا تجاريًا رئيسًا للبحر الأبيض المتوسط والمحيط الهندي، وفي المجتمع الأكثر عالمية وتطورًا نتج عن ذلك «ثورة الطهي» التي حولت المطبخ المصري.

## طالع أيضًا
- مجموعة الزراعة الأندلسية

## وصلات خارجية
- Introduction، The Filāḥa Texts Project، مؤرشف من الأصل في 2019-05-10.